# ابن عمار الشهيد
أبو الفضل محمد بن أحمد بن محمد بن عمار بن محمد بن حازم بن المعلى بن الجارود. الجارودي، الهروي، الشهيد. توفي عام 327 هـ. أحد العلماء ومن رواة الحديث عند أهل السنة والجماعة.
أمام كبير عارف بعلل الحديث، وهو من أقران الطبراني، وابن عدي. قتله القرامطة بمكة وهو متعلق بحلقتي الباب. قال الحاكم: «سمعت بكير بن أحمد الحداد بمكة يقول: كأني أنظر إلى الحافظ محمد بن أبي الحسين وقد أخذته السيوف، وهو متعلق بيديه جميعا بحلقتي الباب، حتى سقط رأسه على عتبة الكعبة.» وكان ذلك سنة سبع عشرة وثلاث مائة، في ذي الحجة، عام اقتلع الحجر الأسود، وردم بئر زمزم بالقتلى على يد القرامطة. وقتل معه: أخوه؛ المحدث أبو نصر أحمد. قال الذهبي: «ولعله لم يبلغ خمسين سنة - رحمه الله - ولهذا لم يشتهر حديثه.»

## شيوخه وتلاميذه
- شيوخه ومن روى عنهم:

سمع: أحمد بن نجدة بن العريان، والحسين بن إدريس، ومعاذ بن المثنى، وأحمد بن إبراهيم بن ملحان، ومحمد بن عبد الله بن إبراهيم الأنصاري، وأقرانهم بخراسان وبالعراق. وسمع بنيسابور من: أبي العباس الثقفي. وأقدم شيخ لقيه: عثمان بن سعيد الدارمي الحافظ.
- تلاميذه ومن روى عنه:

حدث عنه: أبو علي الحافظ، وأبو الحسين الحجاجي، وعبد الله بن سعد - حفاظ نيسابور - ومحمد بن أحمد بن حماد الكوفي، وأبو الحسين بن المظفر، وغيرهم.

## مؤلفاته
خرّج صحيحاً على رسم صحيح مسلم، ومن أشهر مصنّفاته كتاب علل الأحاديث في كتاب صحيح مسلم.